# Alonso de Cárdenas (embajador)

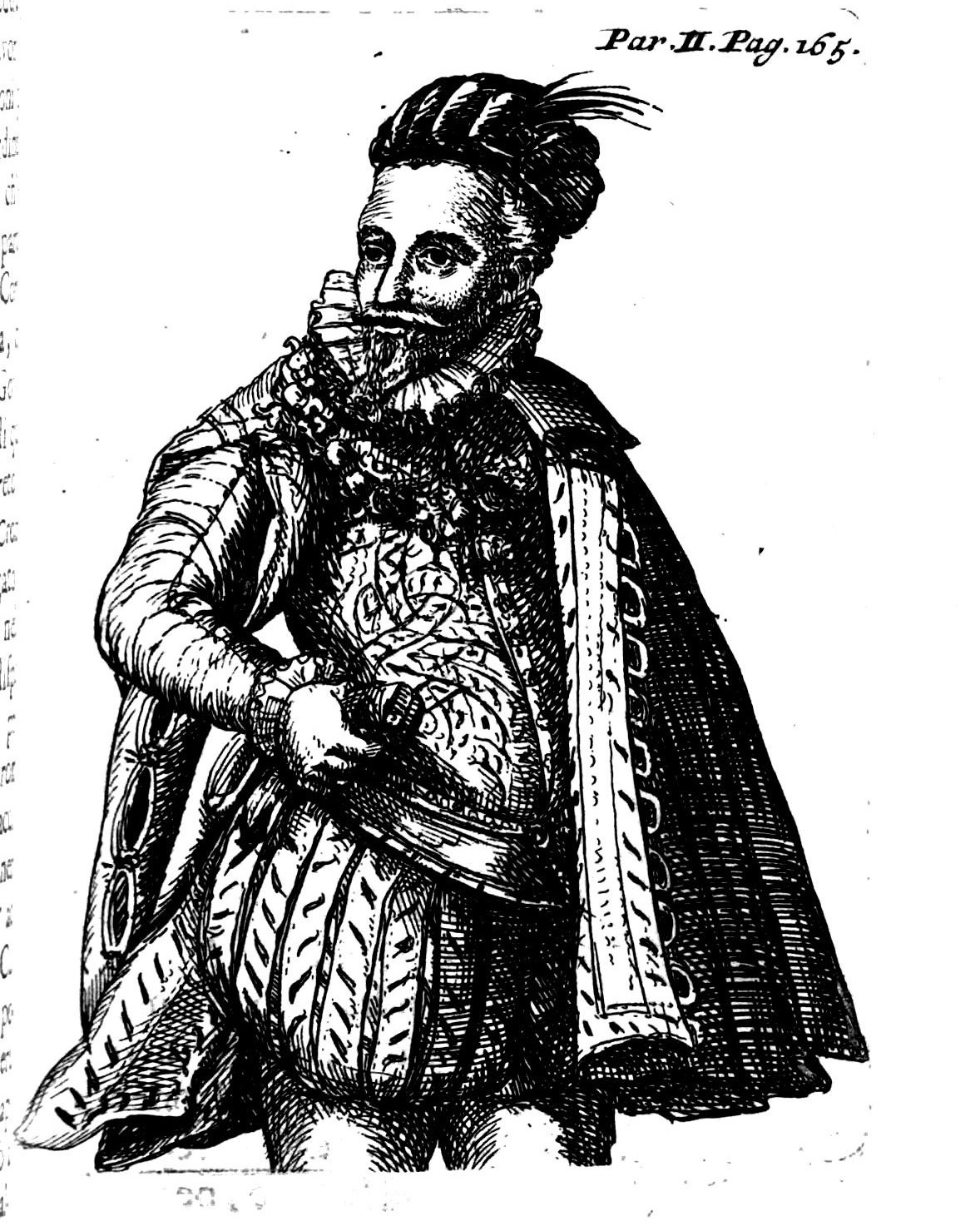
Alonso de Cárdenas según un grabado publicado en la Historia, e memorie recondite sopra alla vita di Oliviero Cromvele, detto el tiranno senza vizi, il prencipe senza virtu, de Gregorio Leti, parte II, p. 165, Ámsterdam, 1692. [Se trata, en realidad, de un seudorretrato elaborado a partir del retrato del archiduque Matías de Austria firmado por Christoffel van Sichem I hacia 1611].

Alonso de Peralta y Cárdenas (Madrid, c. 1592-1666), caballero de la Orden de Santiago, miembro de los consejos de Indias, de Guerra y de Estado, fue embajador de Felipe IV en Londres de 1638 a 1655, bajo los gobiernos de Carlos I de Inglaterra y Oliver Cromwell, hasta la ruptura de las relaciones en el otoño de 1655 por el ataque de la flota inglesa a Santo Domingo. A su marcha y a instancias de Felipe IV redactó en Bruselas un informe sobre el estado presente de la cosas de Inglaterra, en el que analizaba la Revolución inglesa desde su inicio en 1638 hasta 1656, con una relación del juicio y ejecución de Carlos I.

## Biografía
Formado en las tareas políticas en Nápoles, como miembro del séquito del conde de Monterrey, en 1638 se le encargó ocupar interinamente la representación española en Londres para sustituir al conde de Oñate. Dos años más tarde, y debido a su «buen hacer» en esos años, fue designado embajador titular de Felipe IV en Inglaterra, cargo que ya no abandonaría hasta la ruptura de relaciones en 1655. Al partir hacia Londres se le dieron instrucciones para que hiciese cuanto pudiese por mejorar las relaciones entre las dos naciones, una amistad que convenía a España por la necesidad de asegurar el paso por el canal de la Mancha y la ruta naval hacia Flandes, a la vez que poner impedimentos al acercamiento entre Inglaterra y Francia, aliada de las Provincias Unidas en su guerra con España.
Cárdenas supo rodearse de una amplia nómina de informadores bien remunerados. Con Marie de Rohan-Montbazon, duquesa de Chevreuse y Bernard de Nogaret, duque de La Valette, exiliados en Londres, negoció el apoyo que España podía dar a los enemigos del cardenal Richelieu. En mayo de 1640 comunicó a Madrid los términos del acuerdo alcanzado con La Valette. El conde-duque de Olivares se había mostrado muy interesado en esas negociaciones, a la vez que en lograr la ruptura de relaciones entre Inglaterra y las Provincias Unidas de los Países Bajos tras el ataque a la flota española por la armada holandesa en Las Dunas, en aguas territoriales inglesas, por lo que había enviado como embajador extraordinario a Virgilio Malvezzi como refuerzo de Cárdenas, pero los retrasos en las comunicaciones, las dificultades económicas y la falta de barcos frustraron todos los esfuerzos. Las deterioradas relaciones con el monarca inglés tras el hundimiento de la flota en las Dunas se enrarecieron aún más con la recepción del embajador portugués en Londres. Cárdenas se acercó entonces al Parlamento, enfrentado al monarca, y mantuvo una actitud condescendiente con los rebeldes incluso después de la proclamación de la República y tras la ejecución de Carlos I, siendo España la primera potencia en reconocer oficialmente a la República con su acreditación ante el Parlamento el 5 de enero de 1651.
El reconocimiento, que causó estupor en muchas cortes europeas y del que se culpó a Cárdenas como instigador por sus malas relaciones con Carlos I, puede explicarse por la necesidad de mantener abierto para las naves españolas el canal de La Mancha —en manos de los parlamentarios tras la salida de Carlos de Londres en 1642— y para hacer posible el reclutamiento de mercenarios irlandeses dispuestos a combatir al lado de las tropas españolas en su guerra con Francia. Cuando se inició el proceso que desembocó en la ejecución del rey, Cárdenas avisó de la inutilidad de cualquier intento de intercesión en su favor, lo que también fue advertido y recriminado por otras cortes europeas, desde las que, a diferencia de la corte de Madrid, se enviaron embajadores para tratar de salvarle. Fue, en consecuencia, la necesidad imperiosa de mantener la neutralidad inglesa y de aislar a Portugal lo que guio en todo momento la actuación de Cárdenas en su relación con el Parlamento, como observó Gregorio Leti:

E questo esempio portò gran scandalo alla Christianità, non potendo nissuno comprendere come sosse possibile che si risolvesse il primo un Rè Catolico, a riconoscere per legitima la piú empia usurpatione, e por giusto un Governo cosi ingiusto. Ma la necessità tra li Politici non ha Legge, ne di Religione, ne di stato.

El reconocimiento, no obstante, no fue inmediato. Desde Madrid se trasladaron instrucciones a Cárdenas para que diese largas al Parlamento en su pretensión de enviar su embajador a España, «hasta que aquel Parlamento hubiera establecido sus cosas con mayor seguridad», pero se le indicaba también que lo hiciese prudentemente, dando a entender «como de suyo», la satisfacción que al rey de España causaba la buena voluntad del Parlamento. La situación aconsejaba prudencia pues, al mismo tiempo, Francis Cottington, exiliado en La Haya con el príncipe Carlos y convertido en uno de sus consejeros principales, había manifestado también su deseo de viajar a Madrid para representar los intereses de su señor y, del mismo modo, se le habían dado largas, pendientes a la vez de lo que hiciese Francia, con la que proseguía la guerra. El reconocimiento resultó finalmente obligado tras el asesinato en Madrid en junio de 1650 del embajador Anthony Ascham, enviado por el Parlamento. Todavía a comienzos de 1654 Cárdenas era recibido amistosamente por Cromwell, con quien se entrevistaba hablando en latín y sin intérpretes.
Cárdenas, además, aprovechó la situación que se le brindaba para adquirir valiosas obras de arte. Para Luis de Haro, marqués del Carpio, compró en condiciones ventajosas más de un centenar de pinturas que habían pertenecido a Carlos I en la almoneda de sus bienes organizada por el Parlamento tras su ejecución, la conocida como almoneda de la Commonwealth. Entre ellas figuraban muchas de las más apreciadas de la colección, con las que el marqués obsequió a Felipe IV, como El Tránsito de la Virgen, de Andrea Mantegna, el Autorretrato, de Alberto Durero, la Sagrada Familia, conocida como La Perla, de Rafael, La Virgen con el Niño, san Mateo y un ángel de Andrea del Sarto, El lavatorio, de Tintoretto, y Moisés salvado de las aguas de Veronés, todas ellas actualmente en el Museo del Prado, así como la serie de los Emperadores romanos de Tiziano, destruida en el incendio del Alcázar de 1734. También actuó como agente de Haro en la almoneda de los bienes del conde de Arundel, conocido coleccionista, en la que adquirió Jesús y el centurión de Veronés (Museo del Prado). Como varias de las antes citadas la obra pasó al monasterio de El Escorial donde el padre Santos la describe en el capítulo prioral, diciendo de ella que «bastava sola» para hacer célebre al pintor.
Al romperse las relaciones, tras el fracasado ataque inglés a Santo Domingo, se le ordenó permanecer en Bruselas en calidad de asesor de los gobernadores de los Países Bajos españoles especializado en las cuestiones de Inglaterra y allí continuó hasta la restauración de la monarquía con Carlos II. De vuelta en Madrid, en 1660, tomó posesión de la plaza de consejero del Consejo de Indias —ya lo era como embajador del consejo de Guerra y desde 1652 del consejo de Estado— y en 1663 Felipe IV le otorgó el título de vizconde de Villahermosa de Ambite, cuyas alcabalas con derecho jurisdiccional había comprado antes de salir de Inglaterra.